# Ruslan Tjagajev
Ruslan Tjagajev (usbekisk: Ruslan Tjagajev; tatarisk: Руслан Шамил улы Чагаев, Ruslan Sjamil uly Tjaghajev; russisk: Руслан Шамилович Чагаев, (translit.: Ruslan Sjamilovitj Tjagajev) født 19. oktober 1978 i Andisjan, Usbekiske SSR, Sovjetunionen, er en usbekisk tidligere WBA sværvægtsboksemester af tatarisk afstamning. Tjagajev vandt WBA titlen i 2007 efter en majoritetsafgørelse over Nikolaj Valujev. Tjagajev er bosat i den tyske by Hamburg, hvor han bor med sine to børn. Tjagajevs tilnavn er "White Tyson".

## Wladimir Klitschko
Chagaev blev besejret for første gang i sin professionelle karriere i en kamp mod Wladimir Klitschko den 20. juni med en 9. omgangs TKO. Klitschko beholdt sine IBF, WBO og IBO-titler og vandt detn ledige Ring Magazine titel. Kampen blev afholdt på Veltins Arena i Gelsenkirchen , Nordrhein-Westfalen i Tyskland og Klitschkos IBF, WBO og IBO-sværvægtstitler var på spil.